# Tylecodon
Tylecodon är ett släkte av fetbladsväxter. Tylecodon ingår i familjen fetbladsväxter.

## Bildgalleri

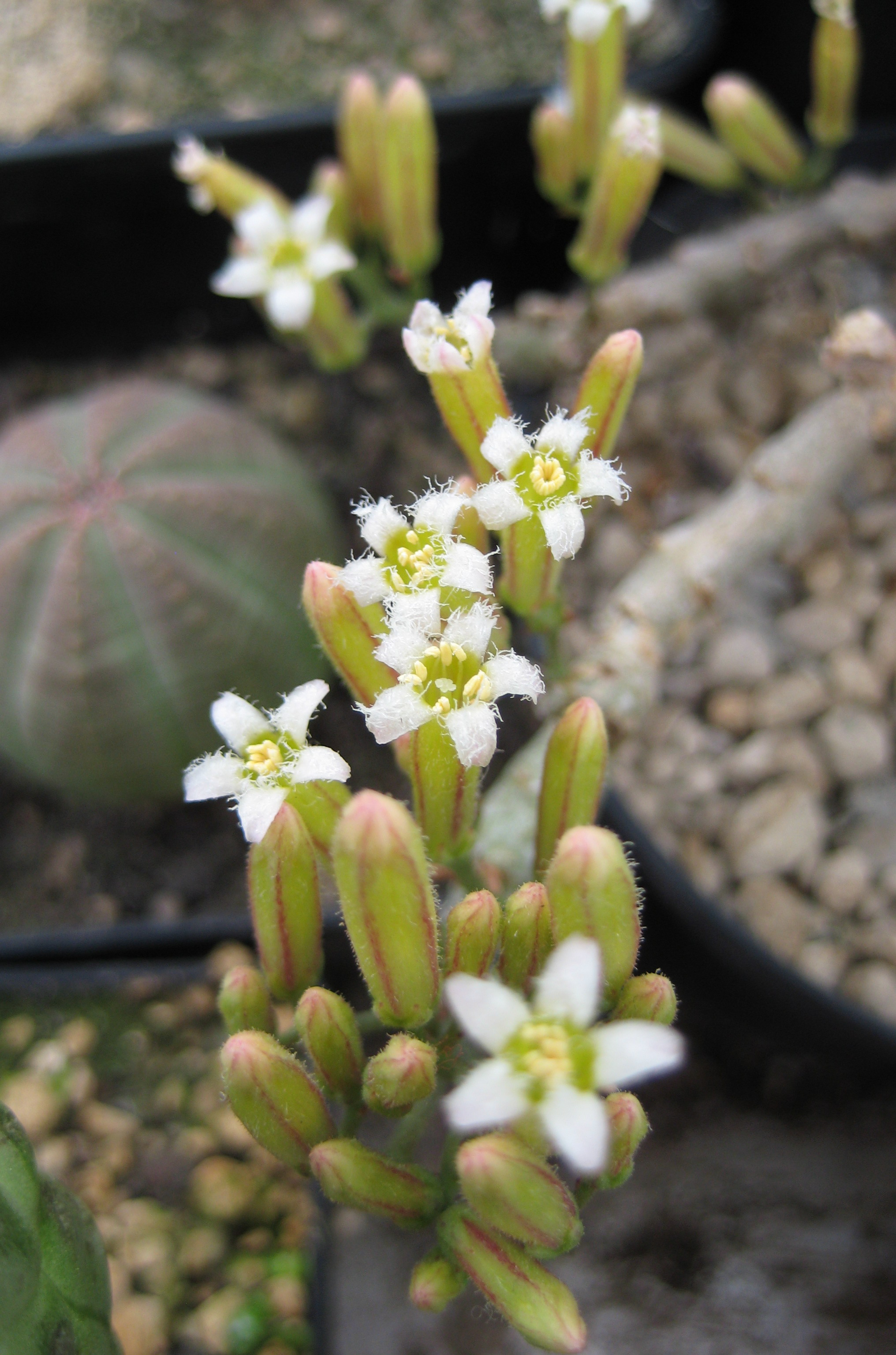
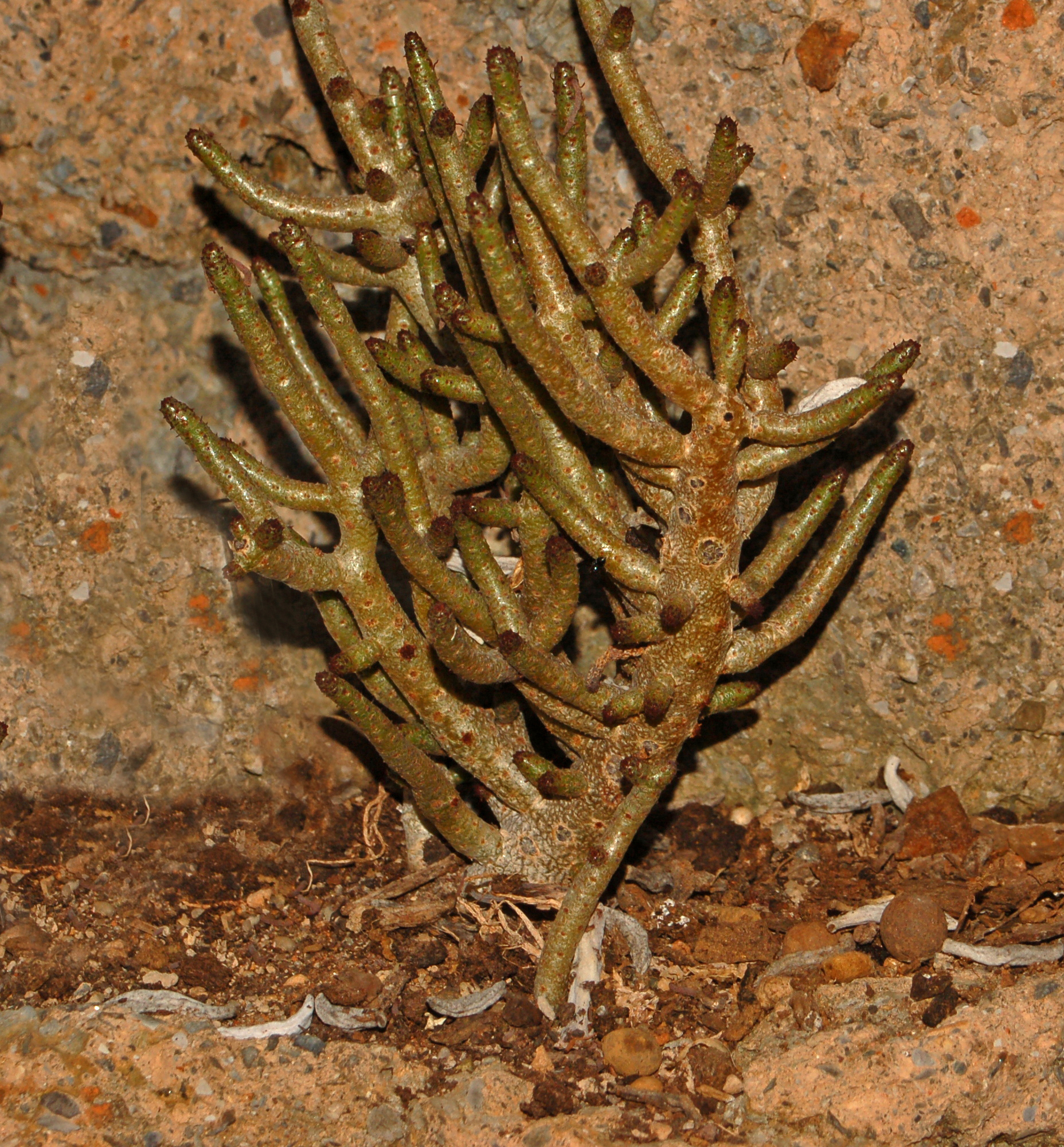
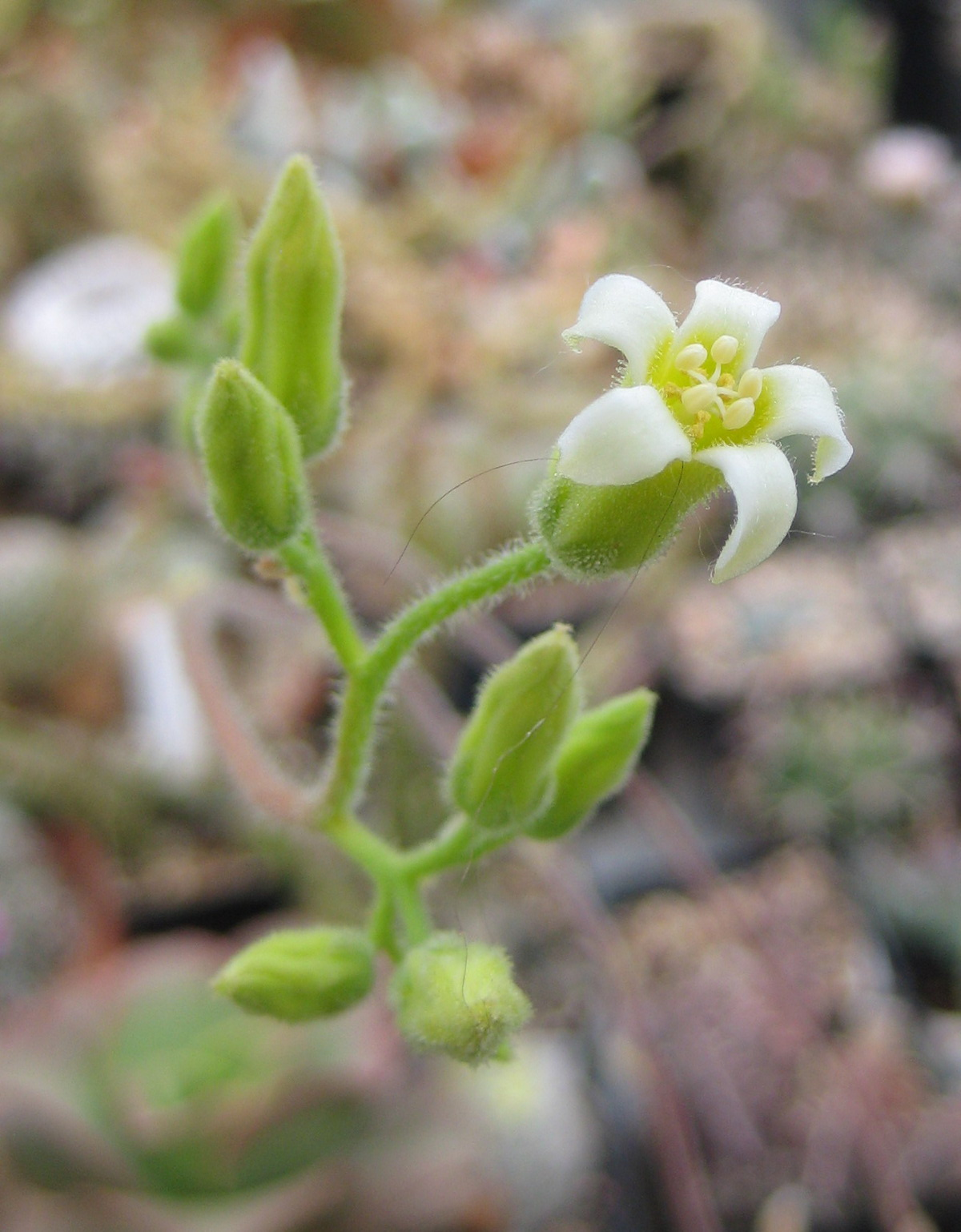
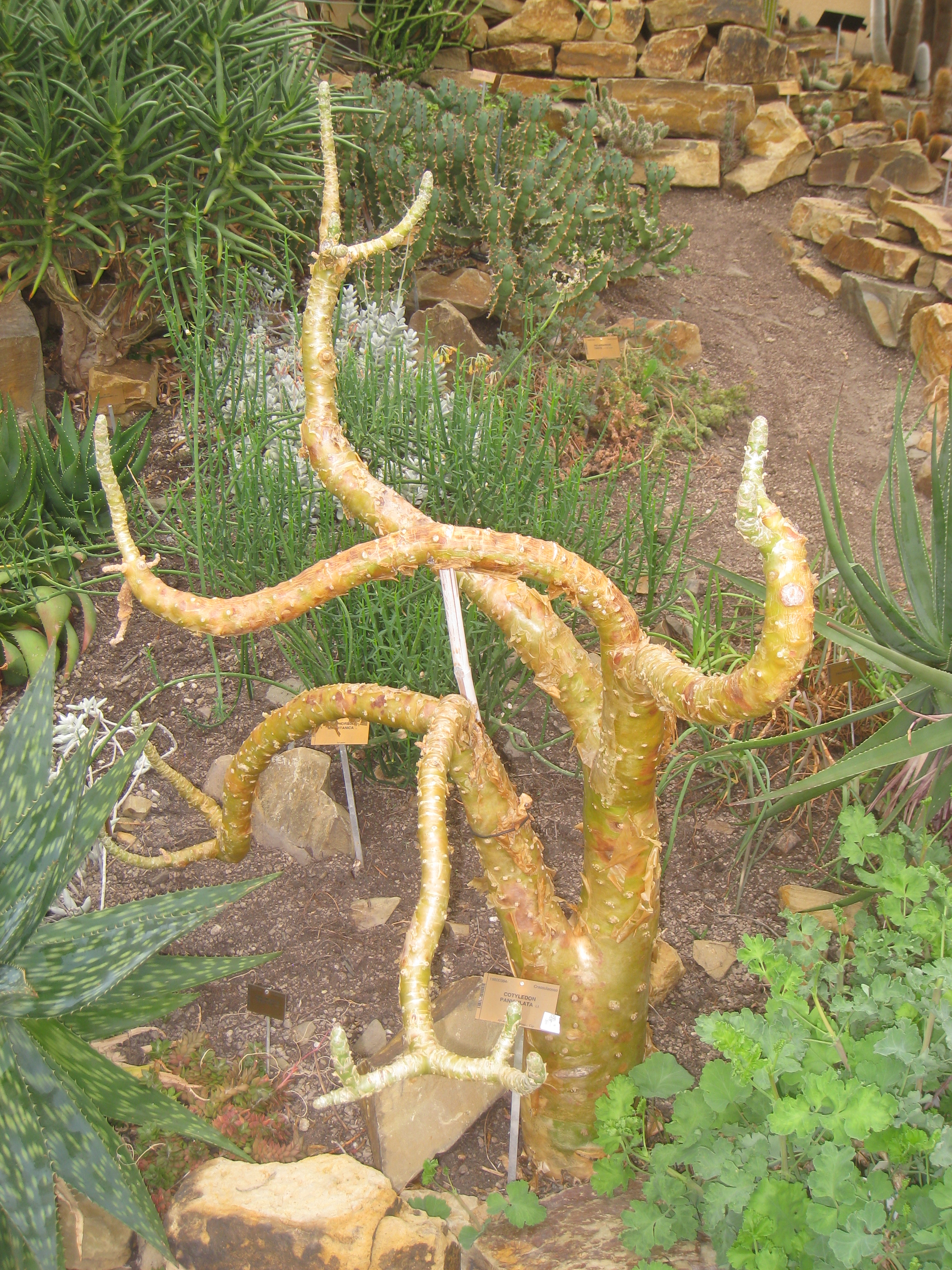
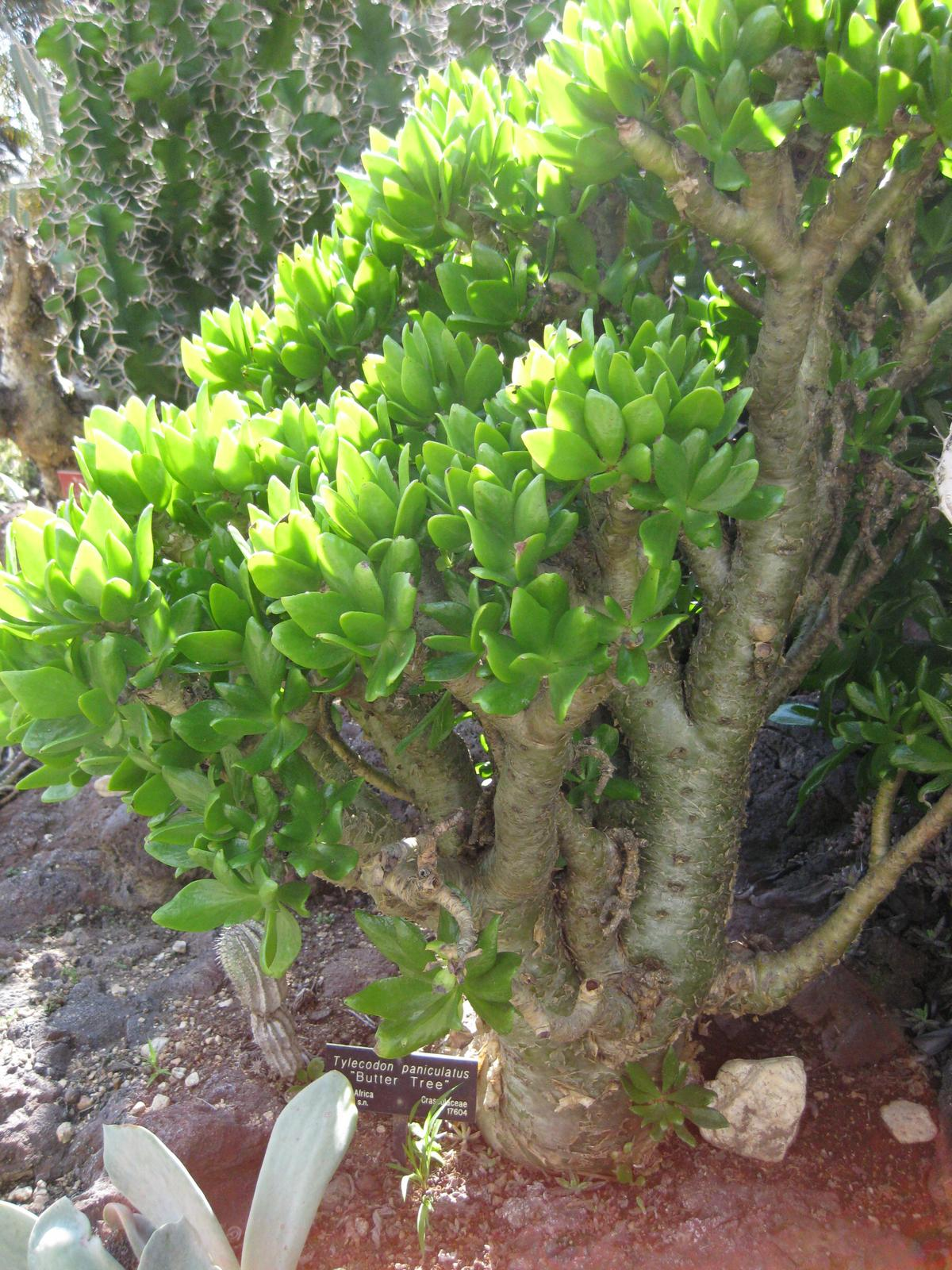
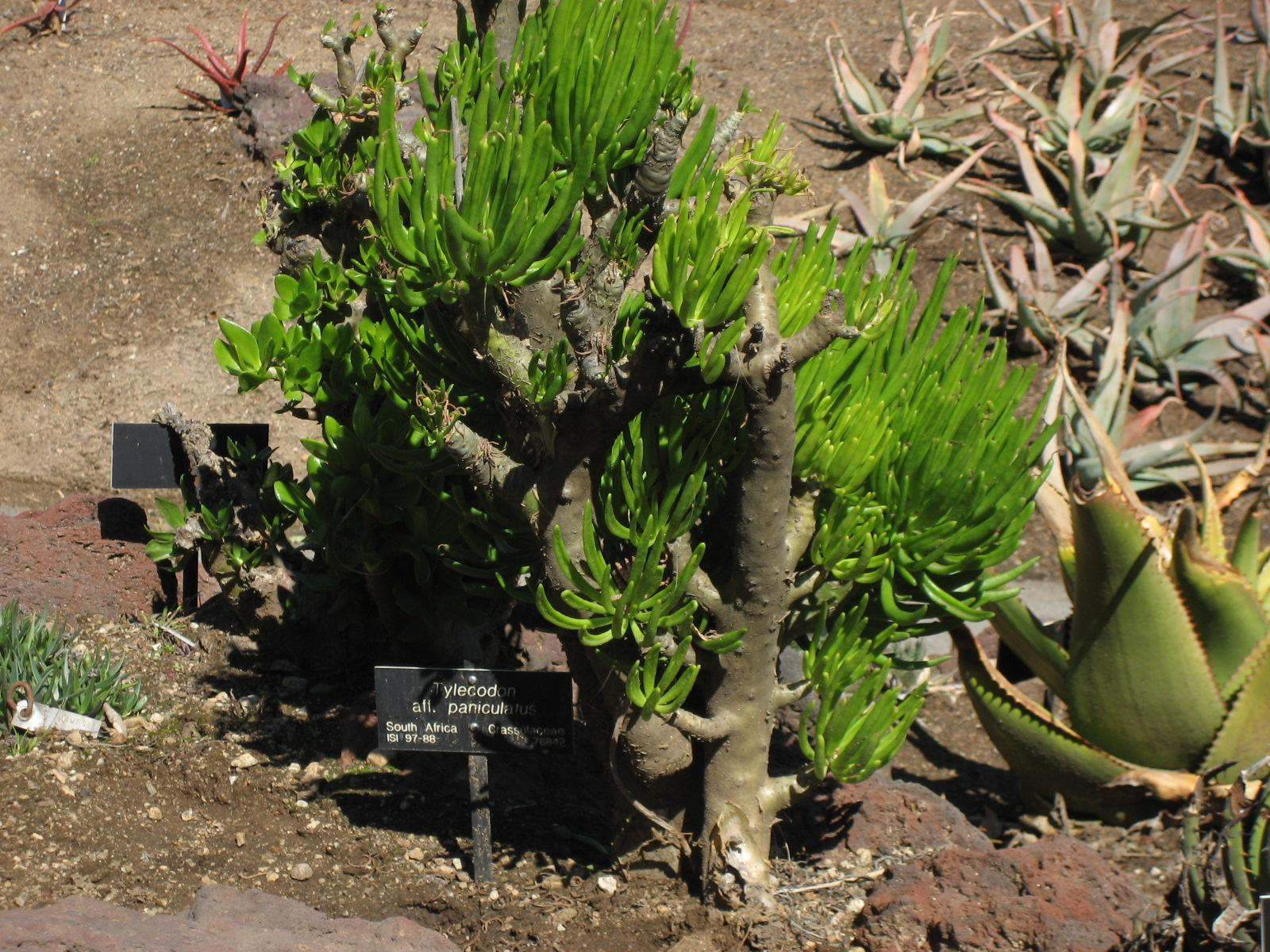

## Dottertaxa tillTylecodon, i alfabetisk ordning[1]
- Tylecodon albiflorus
- Tylecodon atropurpureus
- Tylecodon aurusbergensis
- Tylecodon bayeri
- Tylecodon bleckiae
- Tylecodon bodleyae
- Tylecodon bruynsii
- Tylecodon buchholzianus
- Tylecodon cacaliodes
- Tylecodon cordiformis
- Tylecodon decipiens
- Tylecodon ellaphieae
- Tylecodon faucium
- Tylecodon fergusoniae
- Tylecodon fragilis
- Tylecodon grandiflorus
- Tylecodon hallii
- Tylecodon hirtifolium
- Tylecodon kritzingeri
- Tylecodon leucothrix
- Tylecodon longipes
- Tylecodon nigricaulis
- Tylecodon nolteei
- Tylecodon occultans
- Tylecodon opelii
- Tylecodon paniculatus
- Tylecodon pearsonii
- Tylecodon peculiaris
- Tylecodon petrophilus
- Tylecodon pusillus
- Tylecodon pygmaeus
- Tylecodon racemosus
- Tylecodon reticulatus
- Tylecodon rubrovenosus
- Tylecodon scandens
- Tylecodon schaeferianus
- Tylecodon similis
- Tylecodon singularis
- Tylecodon stenocaulis
- Tylecodon striatus
- Tylecodon suffultus
- Tylecodon sulphureus
- Tylecodon tenuis
- Tylecodon torulosus
- Tylecodon tribblei
- Tylecodon tuberosus
- Tylecodon wallichii
- Tylecodon ventricosus
- Tylecodon viridiflorus